# Gospić
Gospić (kroatisk udtale: [ ɡǒːspitɕ ]) er  det administrative centrum i det bjergrige og tyndt befolkede distrikt, Lika-Senj i Kroatien. Gospić ligger nær floden Lika midt i en karstmark (Ličko Polje).
Gospić er det tredjemindste sæde for en distriktsregering i Kroatien. Dens status som distriktshovedstad var med til at anspore en vis udvikling i den, men byen såvel som hele regionen har lidt et konstant fald i befolkningen i løbet af de sidste årtier. Videnskabsmanden og opfinderen Nikola Tesla blev født i den nærliggende landsby Smiljan og voksede op i Gospić.

## Historie
Den første organiserede beboelse af området blev registreret i 1263 som Kaseg eller Kasezi. Navnet Gospić nævnes første gang i 1604, og det stammer sandsynligvis fra det kroatisk ord for "dame" (gospa) eller en anden arkaisk form, gospava. Den blev styret af Det Osmanniske Rige som en del af Sandjak af Lika først i Rumeli Eyalet (1528-1580), senere i Bosnia Eyalet (1580-1686).
Nutidens by blev bygget omkring to Osmanniske forter (tårnene i Aga Senković og Aga Alić). Den tyrkiske indtrængen blev slået tilbage i slutningen af det 17. århundrede, og Gospić blev et administrativt center i Lika distriktet inden for Militærgrænsen.
Under Folkedrab på serbere begået af Ustaše i Anden Verdenskrig oplevede distriktet Gospić de første store massakrer i Lika-regionen, da omkring 3.000 serbiske civile blev dræbt mellem slutningen af juli og begyndelsen af august 1941. En koncentrationslejr blev etableret i Gospić, hvor Ustaše (sammen med andre lejre, der tilhørte det samme kompleks) kan have dræbt mellem 24.000-42.000 mennesker, de fleste af dem var serbere og jøder, men nogle af fangerne var også kroatiske.
I 1990'erne, under Den kroatiske selvstændighedskrig, led Gospić meget under slaget om Gospić. Byen blev holdt af kroatiske regeringsstyrker under hele krigen, mens de oprørske serbiske styrker  fra Republikken Serbisk Krajina besatte stillinger direkte mod øst og ofte bombarderede byen derfra. I februar 1992 blev en statue af den serbiske videnskabsmand Nikola Tesla i centrum af Gospić ødelagt i en eksplosion. Gerningsmændene blev aldrig pågrebet. Byen var skueplads for Gospić-massakren, hvor mellem 100-120 overvejende serbiske civile blev dræbt af kroatiske militærenheder. Kontrollen over området overgik endelig til den kroatiske regering med succesen af Operation Storm i august 1995.

## Galleri
- Ante Starčević pladsen
- Forsvarernes mindesmærke
- Nikola Tesla Memorial Center (en) i landsbyen Smiljan
- Den Hellige Jomfru Marias bebudelseskatedral
- Vila Velebita fontæne
- Kardinal Alojzije Stepinacs buste i byparken
- Kolakovac park
- Café i centrum
- Nikola Tesla statue
- Pave Johannes Paul 2. buste